# كالفين ديفيس
كالفين ديفيس (بالإنجليزية: Calvin Davis)‏ هو منافس ألعاب قوى أمريكي، ولد في 2 أبريل 1972 في يوتاو في الولايات المتحدة.

## وصلات خارجية
- كالفين ديفيس على موقع الاتحاد الدولي لألعاب القوى (الإنجليزية)
- كالفين ديفيس على موقع اللجنة الأولمبية الدولية (الإنجليزية)
- كالفين ديفيس على موقع أوليمبيديا (الإنجليزية)